# Епо II фон Хатщат
Епо II фон Хатщат (на немски: Eppo (Eppe) von Hattstatt; † 1417) е благородник от род Хатщат от Гранд Ест, господар на Херлисхайм, майор на Шлетщат в Елзас.
Той е вторият син на Епо Гутеман фон Хатщат, майор на Колмар († 12 август 1382) и съпругата му Елза фон Геролдсек († сл. 1397), дъщеря на Валтер VI фон Геролдсек († 1349) и Клара фон Юзенберг († 1350). Внук е на Вернер „дер Гутеман“ фон Хатщат († 1327/1329) и Аделхайд фон Мюнстерол († сл. 1329). Правнук е на Зифрид фон Хатщат († 1294). Праправнук е на Конрад Гутеман фон Хатщат († 22 февруари 1294) и съпругата му Елизабет фон Райхенберг († сл. 1294), дъщеря на Филипус де Райхенберг († сл. 1236). Потомък е на Венер фон Хатщат († сл. 1244).
Брат е на Фридрих III фон Хатщат, господар на Вайер, губернатор на Раполтсвайлер-Хоенак, фогт в Елзас, Зундгау и Брайзгау († 1 януари/4 ноември 1404), женен пр. 11 ноември 1395 г. за Жана де Ньофшател († сл. 1420).

## Фамилия
Епо II фон Хатщат се жени 1412 г. за Гизела Малтерер († 1442/1450), вдовица на рицар Улрих II фон Шварценберг († 1406/1411), дъщеря на рицар Мартин Малтерер († 9 юли 1386 в битката при Земпах), господар на Валдкирх, фогт в Елзас, Зундгау и Близгау, и Анна фон Тирщайн († 1401). Те нямат деца.
Вдовицата му Гизела Малтерер се омъжва трети път сл. 1417 г. за фрайхер Бертолд цу Щауфен († 27 януари 1448/1 март 1451).